# Flækkeby
Flækkeby (dansk) eller Fleckeby (tysk) er en landsby og kommune beliggende mellem Slesvig by og Egernførde (Egernfjord) ved Nølsbækkens munding i Sliens Store Bredning i Sydslesvig. Administrativt hører kommunen under Rendsborg-Egernførde kreds i den nordtyske delstat Slesvig-Holsten. Kommunen samarbejder på administrativt plan med andre kommuner i omegnen i Slien-Østersø kommunefællesskab (Amt Schlei-Ostsee). I kirkelig henseende ligger byen i Kosel Sogn. Sognet lå i Hytten og Risby Herred (senere Svans godsdistrikt, Sønderjylland), da området tilhørte Danmark.

## Geografi
Kommunen er beliggende syd for Slien i et let kuperet landskab. Få kilometer syd for byen ligger Hytten Bjerge. Nabobyer er Gyby, hvor godset Louisenlund ligger, Hummelmark (Humlemark, Hummelfeld), Vindeby og Kosel. Lidt nord for Flækkeby udmunder Østerbæk og Nølsbæk i Sliens Store Bredning.

## Byens historie
I 1974 blev landsbyerne Flækkeby og Gøteby-Holm sammenlagt til den nuværende kommune Flækkeby. Til kommunen hører også gårdene Appeljord, Engsig (Engsiek) og Mølskov (Möhlhorst) samt skovområdet Dyrvad (Dürwade).
Flækkeby er første gang nævnt i 1196 i sammenhæng med opløsningen af Slesvigs Mikaelskloster. Byens navn skrives dengang Fekabicol. I 1856 blev Flækkeby hovedby i Hytten Herred. Kort tid efter, i 1864, kom byen som hele Hertugdømmet Slesvig under tysk styre.
Gøteby blev første gang nævnt i 1327 som Ghøtebyu. Stednavnet er afledt af mandenavn Gøte (sml. oldnordisk Gauti), der forekom i 1300- og 1400-tallet og henviser til goterne. På ældre dansk findes også formen Gødeby.

## Våben
Kommunenens bysegl viser en dobbelteg, som symboliserer kommunens landsbyer Flækkeby og Gøteby-Holm. Bølgerne symboliserer Slien, egens rødder landbruget.

## Billeder
- Flækkeby Kirke
- Herredsfogderiet
- Flækkebys (tyske) skole
- Højvandsmærke ved Hytten Å
- Hytten Å og Østerbæks udmunding i Sliens Store Bredning